# Chile Open 2024
Il Chile Open 2024, conosciuto anche come Movistar Chile Open 2024 per motivi di sponsorizzazione,  è stato un torneo di tennis giocato sulla terra rossa. È stata la 26ª edizione del Chile Open, facente parte della categoria ATP Tour 250 nell'ambito dell'ATP Tour 2024. Si è giocato al Club de Tenis UC San Carlos de Apoquindo di Santiago, in Cile, dal 26 febbraio al 3 marzo 2024.

## Partecipanti al singolare

### Teste di serie
| Nazionalità | Giocatore               | Ranking* | Testa di serie |
| ----------- | ----------------------- | -------- | -------------- |
| Cile        | Nicolás Jarry           | 19       | 1              |
| Argentina   | Sebastián Báez          | 30       | 2              |
| Francia     | Arthur Fils             | 36       | 3              |
| Cile        | Alejandro Tabilo        | 52       | 4              |
| Germania    | Yannick Hanfmann        | 56       | 5              |
| Argentina   | Facundo Díaz Acosta     | 59       | 6              |
| Spagna      | Roberto Carballés Baena | 66       | 7              |
| Spagna      | Jaume Munar             | 73       | 8              |

* Ranking al 19 febbraio 2024.

#### Altri partecipanti
I seguenti giocatori hanno ricevuto una wildcard per il tabellone principale:
- Luciano Darderi
- João Fonseca
- Francesco Passaro

Il seguente giocatore è entrato in tabellone come special exempt:
- Mariano Navone

I seguenti giocatori sono entrati nel tabellone principale passando dalle qualificazioni:

- Román Andrés Burruchaga
- Alex Molčan
- Juan Manuel Cerúndolo
- Corentin Moutet

I seguenti giocatori sono entrati in tabellone come lucky loser:
- Francisco Comesaña
- Facundo Bagnis

### Ritiri
Prima del torneo
- Tomás Martín Etcheverry → sostituito da  Marcelo Tomás Barrios Vera
- Daniel Elahi Galán → sostituito da  Facundo Bagnis
- Mariano Navone → sostituito da  Francisco Comesaña

## Partecipanti al doppio

### Teste di serie
| Nazione     | Giocatore          | Nazione     | Giocatore        | Ranking* | Testa di serie |
| ----------- | ------------------ | ----------- | ---------------- | -------- | -------------- |
| Brasile     | Marcelo Melo       | Paesi Bassi | Matwé Middelkoop | 95       | 1              |
| Italia      | Andrea Pellegrino  | Italia      | Andrea Vavassori | 107      | 2              |
| Colombia    | Nicolás Barrientos | Brasile     | Rafael Matos     | 121      | 3              |
| Stati Uniti | Evan King          | Stati Uniti | Reese Stalder    | 141      | 4              |

* Ranking al 19 febbraio 2024.

### Altri partecipanti
Le seguenti coppie di giocatori hanno ricevuto una wildcard per il tabellone principale:
- Ignacio Buse /  Arklon Huertas del Pino
- Orlando Luz /  Matías Soto

La seguente coppia di giocatori è entrata in tabellone come alternate:
- Fernando Romboli /  Marcelo Zormann

### Ritiri
Prima del torneo
- Luciano Darderi /  Tomás Martín Etcheverry → sostituiti da  Fernando Romboli /  Marcelo Zormann

## Punti
| Evento    | V   | F   | SF  | QF | 2T   | 1T | Q    | Q2   | Q1   |
| Singolare | 250 | 165 | 100 | 50 | 25   | 0  | 13   | 7    | 0    |
| Doppio    | 250 | 150 | 90  | 45 | N.D. | 0  | N.D. | N.D. | N.D. |

## Montepremi
| Evento    | V         | F        | SF       | QF       | 2T       | 1T      | Q2      | Q1      |
| Singolare | $ 100 640 | $ 58 705 | $ 34 510 | $ 19 995 | $ 11 610 | $ 7 095 | $ 3 550 | $ 1 935 |
| Doppio*   | $ 34 960  | $ 18 710 | $ 10 970 | $ 6 130  | N.D.     | $ 3 610 | N.D.    | N.D.    |

*per team

## Campioni

### Singolare
Sebastián Báez ha sconfitto in finale  Alejandro Tabilo con il punteggio di 3–6, 6–0, 6–4.
- È il sesto titolo in carriera per Báez, il secondo in stagione.

### Doppio
Marcelo Tomás Barrios Vera /  Alejandro Tabilo hanno sconfitto in finale  Orlando Luz /  Matías Soto con il punteggio di 6–2, 6–4.